# Rick Cosnett
Richard James „Rick“ Cosnett (* 6. dubna 1983, Chegetu, Zimbabwe) je zimbawsko-australský herec. Proslavil se rolí Wese Maxfielda v seriálu Upíří deníky, Eliase Harpera v seriálu Quantico a jako Eddie Thawne v seriálu Flash. Je bratrancem herce Hugha Granta.

## Filmografie

### Film
| Rok  | Název                    | Role            | Poznámky            |
| ---- | ------------------------ | --------------- | ------------------- |
| 2006 | The Bet                  | Mike Voss       |                     |
| 2008 | The Terrorist            | Dave            | krátkometrážní film |
| 2009 | The Neighbour            |                 | krátkometrážní film |
| 2010 | The Elephant in the Room | Curtis          | krátkometrážní film |
| 2012 | In Timing of Love        | Simon           |                     |
| 2013 | Continuing Fred          | Brian           |                     |
| 2016 | ZIM HIGH                 | Hawk            |                     |
| 2017 | Skybound                 | Matt            |                     |
| 2018 | I Miss You               | Chase           |                     |
| 2018 | El Mirador               | Ryan            |                     |
| 2019 | Softer                   | Charlie         | krátkometrážní film |
| 2020 | Wake Up To Love          | James Watkins   |                     |
| 2021 | To Go to the Moon        | Thomas          | krátkometrážní film |
| 2021 | The Border               | Vince           | krátkometrážní film |
| 2022 | TV in Bed                | Ty Kirby        |                     |
| 2022 | Master Gardener          | Stephen Collins |                     |

### Televize
| Rok             | Název                      | Roli              | Poznámky                                                     |
| --------------- | -------------------------- | ----------------- | ------------------------------------------------------------ |
| 2004–2005       | Soudní vyšetřovatelé       | Mal Henshall      | 8 dílů                                                       |
| 2005            | Headland                   | Brad Partridge    | 3 díly                                                       |
| 2007            | East West 101              | Greg Malé         | díl: „Death at the Station“                                  |
| 2008            | The Trojan Horse           | Bude Tullman      | 2 díly                                                       |
| 2008–2009       | The New Inventors          | Vynálezce         | 5 dílů                                                       |
| 2013–2014       | Upíří deníky               | Wes Maxfield      | vedlejší role, 12 dílů                                       |
| 2014–2017, 2022 | The Flash                  | Eddie Thawne      | Hlavní role (1. řada), Host (2. –3. řada a 8. řada), 27 dílů |
| 2015-2016       | Quantico                   | Elias Harper      | vedlejší role, 10 dílů                                       |
| 2016            | Castle na zabití           | Victor Hotel      | díl: „Peklo na střeše“                                       |
| 2017            | Happily Never After        | Josh              | Televizní film                                               |
| 2018            | Námořní vyšetřovací služba | Sean Parks        | díl: „"Přes palubu“                                          |
| 2019            | The Wrong Husband          | Derrick / Alex    | televizní film                                               |
| 2024            | Palm Royale                | seržant Tom Sanka | 5 dílů                                                       |
| 2004            | Doctor Odyssey             | Corey             | 2 díly                                                       |
| 2024            | 9-1-1                      | Julian Enes       | televizní seriál                                             |
| 2024            | The Holiday Exchange       | Oliver Whitlock   | televizní film                                               |